# Jan Andersson i Kallmora
Jan Andersson (i riksdagen kallad Andersson i Kallmora), född 7 augusti 1770 i Norbergs socken, död 2 april 1842 i Hedemora socken, var en svensk bergsman, brukspatron och riksdagsman i bondeståndet.
Andersson företrädde Gamla Norbergs bergslag samt Vagnsbro och Skinnskattebergs härader av Västmanlands län vid den urtima riksdagen 1812.